# Урођено ишчашење кука
Урођено ишчашење кукаили развојни поремећај кука (лат. diplasio coxae congenita) је динамичка малформација локомоторног апарата, коју карактерише спектар поремећаја — деформација зглобне чашице, главице бутне кости, капсуле, лигаменте и мишића зглоба кука, лабава капсула нестабилност у зглобу кука и/или делимично или комплетно ишчашења у зглобу кука, са главом бутне кости (фемура) изван деформисане зглобне чашице.
Спада у групу најчешћих и практично најважнијих урођених мана локомоторног система. Код иначе здравог детета, развојни поремећај кука јавља се непосредно пре или после рођења детета, око 10 пута чешћа код деце рођене карличном презентацијом, и код девојчица узраста од 3 до 5 године старости.

## Терминологија
Развојна анаомалија кука (лат. diplasio coxae congenita) — је термин којим се жели нагласити динамичка природа деформације која се развија и мења у смеру излечења или према патолошки фиксираној деформацији, док појмови који се користе за прецизније описивање стања имају своје прецизне дефиниције, као што су дисплазија, сублуксација, ишчашење и нестабилност зглоба кука:
- Дисплазија кука (лат. diplasio coxae) — је термин који означава плитку чашицу зглоба кука или специфичне развојне и друге аномалије које обухватају зглоб кука. Дисплазија доводи до тешких здравствених проблема и остеоартритиса (дегенеративног обољења зглоба).[4][5]
- Сублуксција кука (лат. subluxatio coxae congenita)— је малформација која подразумева поремећен однос главе и чашице, у коме је глава изгубила свој концентричан положај, али је још увек задржала контакт са зглобном чашицом.
- Ишчашење (дислокација) кука (лат. luxatio coxae congenita)— је малформација у којој је глава бутне кости (фемура) комплетно изван чашице и најчешће постављена суперо-латерално (пут горе и споља).
- Нестабилност зглоба кука — означавамо способност сублуксације или дислокације кука пасивном манипулацијом (дакле тестом који се изводи тиоком прегледа детета),

## Анатомија, физиологија и развој зглоба кука
Зглоб кука (лат. art. соxae) је највећи зглоб у телу, који омогућава кретање тела. Главне функције овог зглоба су:
- одржавање тежине,
- баланс тела у статичком положају (стајање) и динамичком (ходање или трчање),
- заштита репродуктивног и доњег дигестивног система.

Анатомски зглоб кука повезује главу бутне кости (лат. caput femoris) са зглобном чашицом краличне кости (лат. acetabulum), на чијем рубном делу се налази фиброзно-хрскавични прстен или чашична усна (лат. labrum acetabulare) која продубљује ацетабулум како би глава бутне кости боље легла. Зглобна чаура ојачана је са четири лигамента:лат.lig.zona orbicularis, lig. illiofemorale-Bertini lig. ishiofemorale и lig.pubofemorale.
Физиологија
Зглоб кука је зделасти зглоб (лат. art. cotzilica) тако да су покрети који се изводе у њему: флексија, екстензија, спољашња и унутрашња ротација, абдукција, адукција и циркумдукција.
Развој
Зглоб кука формиран је од заобљене главе бутне кости и ацетабулума (чашице). Приликом рођења глава бутне кости грађена је од везивног ткива и хрскавице и смештена је дубоко у зглобној чашици краличне кости. Глава бутне кости окоштава између другог и осмог месеца живота, а са језгром окоштавања тела бутне кости спаја се између 15. и 21. године живота.

## Историја
- Први помени урођеног ишчашења кука датирају још из времена Хипократа.
- Дијагностика и лечење почела је да се примењује пре више од стотину година, захваљуајући напретку науке (појавом рендгена и начела антисепсе)
- Почетком 20. века започиње континуирани напредак у лечењу развојног поремећаја кука.
- У Краљевини Југославији први запис о развојном поремећају кука написао је хрватски професор Божидар Шпишић, у чланку објављеном у Лијечничким новинама 1928. године.
- У лечењу су средином 20. века почели да се примењује коррективни апарати: Фрељино јастуче (названо тако по др Бедричу Фрељију (1890—1972), чешком ортопедском хирургу, а потом и Павликови ремени, који су добили име по др Арнолду Павлику (1902—1962), такође чешком ортопедском хирургу. Захваљујућим овим изумима омогућено је неоперативно и ненасилно лечење развојних поремећаја кукова код беба.
- Методом ултразвучног прегледа професора Графа 1980-их. година започео је садашњи начин дијагностике и превенције урођене болести кука.

## Епидемиологија
Морбидитет/морталитет
Женски пол детета, близаначка трудноћа, преурањени порођај, карлични положај повезани су са повећаном учесталошћу овог поремећаја.
Укупна учесталост урођених ишчашења је отприлике 1 случај на 1.000 живорођене деце, иако је Барлов веровао да инциденција нестабилности кука у новорођенчади износи чак 1 случај на 60 новорођенчади. Према Барлововом истраживању, више од 60% новорођенчади са нестабилношћу кукова постало је стабилно у 1 недељи живота, а 88% постаје стабилно до 2 месеца живота, остављајући само 12% (од 1 у 60 новорођенчади или 0,2% ) са резидуалном нестабилношћу кука у каснбијим месецима живота.
Леви кук је чешће захваћен, али су променé на десном куку теже. Инциденца је десет пута већа у деце рођене карличном презентацијом.
Полне разлике
Девојчице од 3 до 5 година су више погођене болешћу. Код женског детета због повећаног лучења полних хормона мајке (као што је, нпр релаксин) долази до повећане еластичности ткива и потенцијалне деформације. Процењује се да је 80% болесника са развојним поремећајем кука женског пола, а 20% болесника је у матерници било у карличном положају.
Географске и расне разлике
Према подацима из литературе постоје велике географске и расне варијације у инциденци урођеног ишчашења кука „(0,1 промил у Хонг Конгу до 75 промила у Београду према податку Клисића, или од 2% до 4,3% у Хрватској и од 5,7% до 8,4% у Енглеској)”, што се објашњава генетским и факторима околине.
Инциденција је врло ниска у јужном кинеском подручју и деловима Африке, а претрпоставља се да је повезана са употребом носиљки за децу у којима је положај детета са широко раширеним ногама.
Старосне разлике
Узраст детета у враме испитивања такође утиче на инциденцу деформитета; дисплазија кука се много чешће налази у новорођенчади него у одојчади.

## Етиопатогенеза
Етиологија урођеног ишчашења кука није у потпуности разјашњена. У њеном настанку учествују бројни фактори
- Лабавост и инсуфицијенција капсуле и пратећих лигамената, као основни фактор у патогенези типичне луксације кука.
- Диплазија ацетабулума, на коју се прошлости много полагало као основног фактора, али новији радови показују да је она резултат, а не узрок урођеног ишчашења кука.
- Механички фактори, што се потврђује већом инциденцом у деце рођене карличном презентацијом.
- Генетски фактори.
- Интраутерина малпозиција, недостатак плодне воде у трудноћи
- Близаначка трудноћа
- Недоношеност

Фактори околине такође могу имати своју улогу.

### Генетика
Познато је да је већа учесталост урођеног ишчашења кука међу блиским сродницима или међу близанцима, и дас је генски предсиспонирана
Многи аутори истраживања сматрају да се мана преноси аутозомно доминантно. Колико ће се она испољити зависи од комбинације многих фактора.

### Облици
Болест настаје у више облика; као типично и тератолошко ишчашење кука, сублуксација и нестабилност зглоба кука:

### Ацетабуларни индекс
Вредности ацетабуларног индекса заснован на старости и рендгенском снимку дисплазије кука. 95. перцентил се рачуна из средње вредности плус 1,64 стандардне девијације.
- Ацетабуларни индекс девојчица
- Ацетабуларни индекс дечака

#### Типично ишчашење кука
Ово је најчешћи облик урођеног ишчашења које са карактерише потпуним губитком контакта између зглобне површине главе фемура и ацетабулума.
Настаје интраутерино, током рођења или после рођења, и има три облика, нестабилан кук, сублуксација и луксација кука. И најблажи облик овог ишчашења показује предиспозицију да се развије до комплетне луксације.
На рођењу се не може предвидети где ће доћи до спонтане корекције нити се може наћи оправдање за пропуштену дијагностику и рано лечење.

#### Тератогено ишчашење кука
Тератологено ишчашње кука је ређа аномалија удружена са другим малформацијама; она настаје рано у интраутерином животу и карактерише се комплетним ишчашењем, јаким контрактурама и немогућношћу мануелне репозиције.

#### Сублукација
Непотпуни контакт између зглобних површина главе фемура и ацетабулума

#### Нестабилност зглоба кука
Најблажи облик дислоцирања у зглобу кука који се пасивном манипулацијом може кориговати.

### Класификација за дефинисање степена малформације и дислокације
За дефинисање степена малформације и дислокације зглоба кука др John F. Crowe са сарадницима, предложили су посебну класификациону методу, у којој су све промене на зглобу кука разврстане од најлакших „Класа I” (дисплазије) до најтежег „Класа IV”. Ова класификација се показала веома корисна за проучавање резултата лечења.
| Класа     | Опис | Дислокација    |
| --------- | --- | -------------- |
| Класа I   | Фемур и ацетабулум показују минималан абнормални развоја.                                                                                    | Мања од 50%    |
| Класа II  | Ацетабулум показује абнормални развој. | Од 50% до 75%  |
| Класа III | Ацетабула се развија без крова. Лажни ацетабулум се развија супротно дислоцираној позицији главице бутне кости. Зглоб је потпуно дислоциран. | Од 75% до 100% |
| Класа IV  | Ацетабулум није довољно развијен. Будући да је бутна кост високо позициониран на карлици, ова класа је позната и као „висока дислокација”    | 100%           |

## Клиничка слика
Клиничка слика постаје манифестна у време када дете прохода. У том периоду клинички налаз има своје специфичности:
- натколеница је знатно краћа (Галеазијев знак позитиван),
- кожни набори су наглашено несиметрични,
- ход је карактеристичан: ослонац на оштећену ногу је праћен падањем карлице на здраву страну и компензатомим нагињањем кичме на болесну страну уз вертикални телескопски покрет болесне ноге.
- у обостраном ишчашењу постоји паткаст ход.
- Тренделебургов знак је позитиван — при ослонцу на оштећену страну карлица пада на здраву страну, а при ослонцу на здраву ногу карлица остаје хоризонтална.

## Дијагноза
Како је симптоматологија болести у најранијем узрасту веома оскудна, параметри на основу којих се заснива
дијагноза треба да што раније открије веома важне промене како би се правовремено почело са терапијом. У том амислу свако новорођенче треба да се подвргне комплетном ортопедском прегледу ради откривања урођених мана локомоторног апарата и трупа, јер постоје, и групе високо ризичних новорођенчади које захтевају посебну пажњу, као што су:
- карлично рођена деца;
- новорођенчад са позитивном породичном анамнезом дисплазије;
- женска деца са деформитетом ногу типа метатарзус варус, еквиноварус, талус вертикалис;
- деца са тортиколисом и друга.

### Анамнеза и историја болести
Како се урођено ишчашења кука јавља у 20 до 25% случајева фамилијарно, у анамнези треба посветити посебну пажњу породичној анамнези, анамнези порођаја и презентације детета.

### Физикални налаз
Физикални налаз зависи од узраста болесника и степена развоја мане. Најранији дијагностички знаци се базирају на нестабилности и лабавости кука.
Барловљев тест
У периоду новорођенчета патогномоничан је позитиван Барловљев тест који се изводи код смиреног детета постављеног на леђа са савијеним коленима и куковима од 90 степени. У овом узрасту сумњу изазива и претерана лабавост зглоба кука јер нормално постоји флексиона контрактура кукова у новорођенчади између 50 и 70 степени. Нестабилан кук се карактерише феноменом телескопирања што представља клизање главе бутне кости изван зглоба при притиску дуж бутине и њено враћање при попуштању притиска.
Ортоланијев тест
Ишчашење кука у новорођенчета се утврђује Ортоланијевим тестом, који се заснива на репозицији дислоциране главе у чашицу. Почетни положај детета за утврђивање овог знака је исти као код Барловљевог знака, с тим да полази од нултог положаја (потпуне адукције) ка поступној абдукцији кукова са притиском средњег прста на велики трохантер. Репозиција главице преко задње ивице чашице манифестује се звучним и (или) тактилним феноменом, што се означава као позитиван знак ишчашења кука. Већина аутора сматра даје Ортоланијев знак патогномоничан ако се одржава после 14 дана живота.
Карлично рођена деца имају већу абдукцију: 75 до 90 степени. Прелазак лабавих кукова у кукове са ограниченом обдукцијом упућује на прогресију мане.
Петер Бадеов знак
Несиметричност кожних бразда бутина (Петер Бадеов знак), глутеалног и перинеалног предела као и вулварног процепа може навести на сумњу о ишчашењу кука. Често постојање несиметрије нормалних кукова и проблеми интерпретације њиховог постојања чине овај знак крајње несигурним.
Алис-Перкинсон-Галеазијев знак
Алис-Перкинсон-Галеазијев знак се ретко налази код новорођенчади. Он се заснива на привидном скраћењу наткоиенице на страни ишчашења услед померања главе бурне кости уназад и изнад чашице.

### Сликовна дијагностика
Радиографија кукова
Радиолошка дијагностика, или снимање кукова, дуго је времена била једина и најшире примењивана објективна метода у дијагностици урођених деформитета кукова, која је омогућавала сигурно откривање развојног поремећаја зглоба кука, али има велику ману због излажености детета штетном јонизирајућем зрачењу.
У периоду новорођенчета радиографија може бити непоуздана и варљива, па тако негативна радиографија не искључује ишчашење, јер је велики део карлице хрскавичав и није видљив на рендген снимку. Глава бутне кости је хрскавичава и тешко је тачно поставити њене односе са чашицом. На радиографији кукова новорођенчета је тешко уочити оријентационе тачке и одредити ацетабуларни индекс, Хилгенреинерову линију, Омбреданнеов дијаграм и др. Постављање детета у Вон Росенов положај (са куковима у абдукцији од 45 степени и унутрашњој ротацији) може бити од веће користи, али и довести до редукције ишчашења и погрешног тумачења. Поузданост ове методе расте са узрастом детета.
Сматра се да је од петог месеца живота радиографија као метода сасвим поуздана у дијагностици деформација кук, а на њој треба уочити следеће елементе:
- Ацетабуларни индекс — угао који формирају линија повучена кроз Y хрскавицу и линија која полази из дна чашице, са претходне линије и пролази кроз најлатералнију окошталу тачку њеног крова. Ацетабуларни индекс је користан у праћењу развоја коштаног крова чашице. Његова вредност опада са узрастом и нормално износи 27,5° (максимално 30°) у новорођенчета, до 20° код детета од 2 године;
- Х и Д дистанцу и цервико-оптуратоми или Shenton-Menire-ов лук и Calve-ову линију.[12]

Ултрасонографија
Увођењем ултрасонографског прегледа по методи професора Графа осамдесетих година 20. века настала је револуција у дијагностици развојног поремећаја кука. Ултразвучна метода постала је тако незамењива метода у раном откривању промена на куковима јер је битно редуковала изложеност деце јонизирајућем зрачењу. Помоћу ултрасонографије могу се открити сви облици урођеног ишчашења кука (од дисплазије и сублуксације до луксације), без обзира на старост одојчета.
Предности ултрасонографије су у томе што се контролним прегледима у одређеним временским периодима могу издвојити болесници са куковима који се нормално развијају (а непосредно након порођаја су били нестабилни), од оних који се развијају у патолошком смеру и захтевају одређене поступке који ће допринети развоју нормалног зглоба кука.
Док је лечење искључиво у домени ортопеда, односно дечје ортопедије, ултрасонографију могу да обављају едуковани лекари за ултрасонографију (као што су ортопеди, радиолози и педијатри).

## Препоруке за рано откривање болести
Као минимална метода одабира развојног поремећаја кука препоручује се селекција комбинацијом клиничког и ултразвучног прегледа све деце у две етапе:
Прва етапа — је клинички преглед кукова свих новорођенчади након порођаја у породилишту. Препорука је да ову селекцију врше педијатри неонатолози, општи педијатри или ортопеди.
Друга етапа — треба да обухвати преглед целокупне популације одојчади старости од 4 до 8 недеља комбинацијом клиничког и ултразвучног прегледа. Став је да се користи ултразвучна метода по Графу. Ултразвучна селекцију мора вршити за то едукована и стручна особа: ортопед, педијатар, радиолог или лекар опште медицине.
Код деце са ризичним факторима као што су позитивна породична анамнеза (развојни поремећај у породици), карлични порођај, близаначка трудноћа, деформација стопала, тортиколис или нестабилни кукови у породилишту треба обавити троетапну селекцију: клиничку у породилишту, ултразвучну и клинички у узрасту од 4 до 8 недеља, а затим преглед у трећем месецу старости.

## Терапија
Лечење урођеног ишчашења, кoje зависи од типа ишчашења, степена депласмана и узраста пацијента, ima за циљ редукција и одржавање главице у чашици до нормализације стања. Пре почетка лечења, које мора почети што раније, неопходно је, ултрасонографијом извршити селекцију (издвајање) деца са развојним поремећајем и утврдити тип промене на куку помоћу одређивања углова по Графовој методи. Оптимално је започети са лечењем у периоду новорођенчета.
Прве тегобе деца имају тек након проходавања у виду шепања, а до пете године, око половина болесника је већ, захваљујући раној дијагностици већ била подвргнута лечењу.
Данас се у терапији ставља нагласак на:
- Што ранијем откривању поремећаја и раном почетку лечења.
- Тачном утврђивању тип промене на куку (од неразвијеног до јасне патолошке форме) помоћу одређивања углова по Графовој методи.

Несигурна анализа налаза не може бити индикација за почетак лечења.
У начелу, лечење најраније почиње код детрта код којег је након порођаја пронађена блажа форма болести, која се у поновљеним прегледима помно прати у шестој недељи живота; уколико патолошки налаз заостаје и тада, започиње се са лечењем.

### Конзервативно лечење
Конзервативно леечење мора бити нежно, без употребе силе. Уколико постоји изражена контрактура мишића или сметње од стране унутрашњих и спољњих узрока за постизање оптималне редукције, примењује се метода за релаксацију капсуле и савлађивање контрактуре. Најшире се употребљава Павликови ремени због најмањих компликација, затим Хилгенреинеров апарат, Фрељино јастуче, а у тешким случајевима се користи гипсана имобилизација у „хуманој позицији” (флексија 100, абдукција 70 степени).
Код старије деце може се јавити већи неуспех конзервативног лечења због фиксираности мане и постојања анатомских препрека које то не дозвољавају (дупликатура и истмус капсуле зглоба, хипертрофични лигамент, инвертирани лимбус). У овим стањима мора се приступити хируршком лечењу.
Лечење абдукцијском ортозом
Најчешћа метода лечења, на почетку третмана, је примена абдукцијских ортоза – помагала која се користе за правилно усмерење главе бутне кости у чашицу.
До пре неколико деценија постојале су различите врсте абдукцијских ортоза (као што су Вон Росенова ортоза, абдукцијске гаћице, Хилгерреинеров апарат и бројне друге). Задњих двадесетак година се најчешће се примјењују Павликови ремени. У начелу, након постављања абдукцијске ортозе сваке две недеље контролише се положај екстремитета у ортози, уз ултразвучну контролу кукова према потреби. Лечење обично траје од шест до осам недеља, а у тежим случајевима болести и дуже. Деца старија од шест месеци живота теже се лече овом методом, односно успех лечења је мањи. Однос лекар-родитељ је необично важан, а улога родитеља као подрша детету у смислу праћења савета лекара у нези детета са ортозом је неопходан услов за успешни исход лечења.
Лечење перкутаном тракцијом
У узрасту од шест до осамнаест месеци најчешћа метода лечења краћа перкутана тракција (истезање кукова повлачењем). Поступном тракцијом се избегава насилна редукција и постиже репозиција, а репоновани кук се потом одржава у неком од апарата.
Тракцију не треба спроводити дуже од 14 дана, након чега следи операцијско или неоперацијско враћање кука у природни положај и садрена имобилизација у адекватном положају у трајању до 12 недеља.
Широко повијање
Треба нагласити како широко повијање које је редовно саветовано и саветује се родитељима, нема доказаних резултата код болесника са развојним поремећајем кука.

### Хируршко лечење
Након проходавања (односно након 18 месеци живота) код болесника са развојним поремећајем кукова готово да нема индикације за конзервативно лечење, и тада се приступа хируршкој тераапији.
Хируршко лечење се спроводи на проксималном делу бутрне кости (деротација, варизационо-валгизациона остеотомије), на затвореном куку ради побољшања његовог крова и на отвореном зглобу као што су „отворени Салтер” класична крвава репозиција и друге. Након прве године живота примењује се више врста операција (пресецање или остеотомије бедрене кости и/или карлице).
Свака хируршка интервенција има своје индикације, оптимално време и контраиндикације, и зато сваком случају треба приступити посебно дајући предност оној интервенцији за коју се сматра да ће дати најбољи резултат.
Ацатабулопластика
Биомеханика-нормалан положај дисплазије кука

## Могуће компликације
У најћешће компликације спадају:
- Оштећења и/или иритацију коже уређајем за везивање ногу.
- Разлике у дужинама ногу која може трајати упркос одговарајућем третману.
- Артритис, са тешким поремећајима ходања.

## Прогноза
Ако се урођено ишчашење кука открије у првих неколико месеци живота, оно се скоро увек може успешно третирати помоћу уређаја за позиционирање (везивање). У неколико случајева, неопходна је операција да би главица бутне кости вратиола у зглоб.
Ако се урођено ишчашење кука открије после раног детињства може довести до лошег исхода и можда ће бити потребна сложенија операција како би се решио проблем.